# هواري بومدين (بلدية)
بلدية هواري بومدين من أهم وأقدم بلديات ولاية قالمة كان اسمها عشية الاحتلال الفرنسي للجزائر عين هنشير الرعيان. واستوطنها الفرنسيون عام 1865 وأطلقوا عليها اسم كلوزيل، أحد جنرالات الاحتلال وتحولت إلى بلدية كاملة الصلاحية بموجب مرسوم بتاريخ 16 مارس سنة 1874. تعتبر منشأ الرئيس الراحل هواري بومدين والتي سُمّيت على اسمه: بلدية هواري بومدين.

## الموقع
تقع البلدية في إقليم دائرة هواري بومدين التابعة لولاية قالمة في الشرق الجزائري. كما أنها من أول البلديات على مستوى الولاية. وكانت تضم البلدية الأم كل من بلدية مجاز عمار وراس العقبة وسلاوة عنونة وحمام دباغ.
تضم بلدية هواري بومدين عدة قرى منها: عين خروبة، عين زيتونة، عين اعمارة، القرورة.

## الزراعة
يتمثل نشاط سكانها الأساسي في الفلاحة وتربية الحيوانات حيث تحتوي على أراضي زراعية خصبة ومشاتي عديدة: مثل مشتى خماجة وعين السانية ومشتى هباش محمد مشتى الرومي والتي تتميز بكثافة أشجار الزيتون والأراضي الخاصة بزراعة القمح. كما تتميز بطبيعة خلابة خاصة في فصل الربيع حيث أصبحت مقصداً للاستراحة والتنزه.

## التعليم
تشهد البلدية تطورا علميا كبيرا خاصة على المستوى الثانوي حيث توجد بها ثانوية حديثة الإنشاء والتي أطلق عليها اسم ثانوية هواري بومدين تضم الثانوية كل من تلاميذ البلدية وتلاميذ بلدية راس العقبة، بلدية سلاوة عنونة، وعين خروبة حيث سجلت الثانوية المرتبة الأولى في امتحان شهادة البكالوريا لسنة 2010 على مستوى الولاية بنسبة 90 في المائة.